# 上野空大
上野 空大（うえの くうと、2004年3月5日 - ）は、日本のキックボクサー。北海道恵庭市出身。kickboxing gym SHINYUUKI＋所属。弟はK-1選手の上野奏貴。

## 来歴
2004年、北海道恵庭市に生まれ、3歳の時に極真空手師範の父親の元で空手を始めた。2008年5月23日に札幌市東区体育館で開催された第2回月例杯ジュニア空手道新人戦で上野（当時4歳）の空手デビュー戦となった。2011年、恵庭市立若草小学校2年の時に第4回清武館空手道選手権大会 小学生Aクラス 2年の部で優勝。5年の時に全日本青少年空手道選手権大会の小学5年男子軽量級で準優勝し、自身初の全国大会で入賞した。2016年、恵庭市立柏陽中学校に進学し、2年の時に第1回ジャパンアスリートカップの中2男子の部（55kg未満）で3位、3年の時にはカラテドリームフェスティバル2018国際大会の中学3年男子で3位になった。2019年、北海道恵庭北高等学校に進学した。

### キックボクシング転向
高校3年の夏にK-1ジム大宮の姜宗憲代表から誘われ練習参加するようになり、秋に姜代表からの勧めでK-1に転向。
2022年、高校卒業して4月から北海道を離れ、K-1ジム大宮がある埼玉県で一人生活をしながら活動することになった。K-1アマチュア大会で5大会連続優勝、K-1アマチュア大会で16戦無敗の成績が評価され、K-1AWARDS2022でアマチュア最優秀選手賞を獲得。
2023年3月に試合の1Rで左足の中指と薬指を骨折しながらも判定勝ちしプロデビュー戦を勝利で飾った。10月から北海道で活動するため地元の恵庭に戻った。
2024年、地元に戻ってからは3月に勝利した。7月には弟の奏貴と同じK-1MAXの舞台に立ち、プレリミナリーファイト最終戦で兄・空大がKO勝利した。弟の奏貴も第1戦でKO勝利をしていたこともあり、兄弟でKO勝利を飾った。9月、Krush.165で元Krushライト級王者のゴンナパーと対戦決まっていたが、試合前日の計量で契約体重62.5kgから1.65kgオーバーで両陣営の協議の末、条件付きの試合が行われることになった。2R終盤にゴンナパーの左フックで上野がダウンし、棒立ち状態で一方的に打たれる状態が続き何とか2R終了。3Rの0分19秒で再びダウンを奪われ、セコンドがタオルを投げ入れ、上野がTKO負けとなった。キックボクシングで無敗だった上野が3年ぶりの敗戦となった。

## 人物
- 幼少期から始めたフルコンタクト空手では通算70大会で優勝「フルコンタクト空手70冠」を果たした[16]。
- 家族は両親、三歳下の弟・上野奏貴と六歳下の妹の三人兄妹で共に空手家[3]で兄妹三人とも空手の全日本チャンピオンを経験。父親は極真空手師範で空手道 真結氣（しんゆうき）[注 4][17]、kickboxing gym SHINYUUKI＋[18]の代表を務めている。
- 弟妹の三人でYouTubeチャンネル「空手家上野三兄妹【世界一へ】」を配信している。三人で撮影し、兄の空大は主に動画編集を担当している[19]。
- 小さい頃、空大と奏貴の二人でトロフィーを使ってチャンバラごっこしていたとき、トロフィーを破損してしまい怒られたことがあった[20]。
- K-1ジム大宮の姜代表は「ヘビー級のピーター・アーツやアーネスト・ホースト、ミドルの魔裟斗、武尊がK-1のアイコンでしたが、今後はライト級の彼（上野空大）になる」と言われた[3]。

## 戦績

### プロキックボクシング
| キックボクシング 戦績 | キックボクシング 戦績 | キックボクシング 戦績 | キックボクシング 戦績 | キックボクシング 戦績 | キックボクシング 戦績 | キックボクシング 戦績 |
| --------------------- | --------------------- | --------------------- | --------------------- | --------------------- | --------------------- | --------------------- |
| 7 試合                | (T)KO                 | 判定                  | その他                | 引き分け              | 無効試合              |                       |
| 5 勝                  | 2                     | 3                     | 0                     | 0                     | 0                     |                       |
| 2 敗                  | 2                     | 0                     | 0                     | 0                     | 0                     |                       |

| 勝敗 | 対戦相手                     | 試合結果       | 大会名                          | 開催年月日    |
| ○    | ファーパヤップ・GRABS        | 3R終了 判定3-0 | RIZIN LANDMARK 11               | 2025年6月14日 |
| ×    | 児玉兼慎                     | 3R 2:43 TKO    | Krush.173                       | 2025年4月29日 |
| ×    | ゴンナパー・ウィラサクレック | 3R 0:19 TKO    | Krush.165                       | 2024年9月28日 |
| ○    | 河北"KONG"光生               | 1R 2:06 KO     | K-1 WORLD MAX 2024              | 2024年7月7日  |
| ○    | 龍之介                       | 3R終了 判定3-0 | K-1 WORLD MAX 2024              | 2024年3月20日 |
| ○    | 井上修一                     | 2R 2:59 TKO    | K-1 WORLD GP 2023               | 2023年7月17日 |
| ○    | 竜義                         | 3R終了 判定3-0 | K-1 WORLD GP 2023 ～K’FESTA.6～ | 2023年3月12日 |

### アマチュアキックボクシング
| キックボクシング 戦績 | キックボクシング 戦績 | キックボクシング 戦績 | キックボクシング 戦績 | キックボクシング 戦績 | キックボクシング 戦績 | キックボクシング 戦績 |
| --------------------- | --------------------- | --------------------- | --------------------- | --------------------- | --------------------- | --------------------- |
| 16 試合               | (T)KO                 | 判定                  | その他                | 引き分け              | 無効試合              |                       |
| 16 勝                 | 1                     | 13                    | 2                     | 0                     | 0                     |                       |
| 0 敗                  | 0                     | 0                     | 0                     | 0                     | 0                     |                       |

| 勝敗 | 対戦相手          | 試合結果 | 大会名 | 開催年月日     |
| ○    | 鳰翼              | 判定3-0  | 「第13回K-1アマチュア全日本大会～アマチュア日本一決定オープントーナメント～」チャレンジAクラス -65㎏ 決勝   | 2022年9月18日  |
| ○    | 鳰陽斗            | 判定3-0  | 「第13回K-1アマチュア全日本大会～アマチュア日本一決定オープントーナメント～」チャレンジAクラス -65㎏ 準決勝 | 2022年9月18日  |
| ○    | 北村延広          | 判定3-0  | 「第47回K-1アマチュア～全日本大会・東日本予選トーナメント＆ワンマッチ～」チャレンジAクラス -65㎏ 決勝       | 2022年7月24日  |
| ○    | 茶圓吏久          | 判定3-0  | 「第47回K-1アマチュア～全日本大会・東日本予選トーナメント＆ワンマッチ～」チャレンジAクラス -65㎏ 準決勝     | 2022年7月24日  |
| ○    | 松澤聡羅          | 判定3-0  | 「第47回K-1アマチュア～全日本大会・東日本予選トーナメント＆ワンマッチ～」チャレンジAクラス -65㎏ 一回戦     | 2022年7月24日  |
| ○    | 鳰翼              | 判定3-0  | 「第44回K-1アマチュア～全日本大会・東日本予選トーナメント＆ワンマッチ～」チャレンジAクラス -65㎏ 決勝       | 2022年5月15日  |
| ○    | 鳰陽斗            | 判定3-0  | 「第44回K-1アマチュア～全日本大会・東日本予選トーナメント＆ワンマッチ～」チャレンジAクラス -65㎏ 準決勝     | 2022年5月15日  |
| ○    | 吉田圭伍          | 不戦勝   | 「第44回K-1アマチュア～全日本大会・東日本予選トーナメント＆ワンマッチ～」チャレンジAクラス -65㎏ 二回戦     | 2022年5月15日  |
| ○    | 藤平琉矢          | 不戦勝   | 「第44回K-1アマチュア～全日本大会・東日本予選トーナメント＆ワンマッチ～」チャレンジAクラス -65㎏ 一回戦     | 2022年5月15日  |
| ○    | 河村恵右          | KO       | 「第12回K-1アマチュア全日本大会～アマチュア日本一決定オープントーナメント～」チャレンジBクラス -65㎏ 決勝   | 2022年3月20日  |
| ○    | 宮原司            | 判定3-0  | 「第12回K-1アマチュア全日本大会～アマチュア日本一決定オープントーナメント～」チャレンジBクラス -65㎏ 準決勝 | 2022年3月20日  |
| ○    | Madaliev Bakhodir | 判定3-0  | 「第12回K-1アマチュア全日本大会～アマチュア日本一決定オープントーナメント～」チャレンジBクラス -65㎏ 一回戦 | 2022年3月20日  |
| ○    | 青木瑚晟          | 判定3-0  | 「第40回K-1アマチュア～全日本大会・東日本予選トーナメント～」チャレンジBクラス -65㎏ 決勝                   | 2021年11月14日 |
| ○    | Madaliev Bakhodir | 判定3-0  | 「第40回K-1アマチュア～全日本大会・東日本予選トーナメント～」チャレンジBクラス -65㎏ 準決勝                 | 2021年11月14日 |
| ○    | 荒川大樹          | 判定3-0  | 「第40回K-1アマチュア～全日本大会・東日本予選トーナメント～」チャレンジBクラス -65㎏ 二回戦                 | 2021年11月14日 |
| ○    | JAIME GUZMAN      | 判定3-0  | 「第40回K-1アマチュア～全日本大会・東日本予選トーナメント～」チャレンジBクラス -65㎏ 一回戦                 | 2021年11月14日 |

## 獲得タイトル
アマチュアキックボクシング
- 第13回K-1アマチュア全日本大会 チャレンジAクラス -65㎏ 優勝[27][28]
- 第12回K-1アマチュア全日本大会 チャレンジBクラス -65㎏ 優勝[29]
- 第44回・第47回K-1アマチュア全日本大会 東日本予選 チャレンジAクラス -65㎏ 優勝[28][30][31]
- 第40回K-1アマチュア全日本大会 東日本予選 チャレンジBクラス -65㎏ 優勝[32]

フルコンタクト空手
- フルコンタクト空手70冠[16]
- 第26回オープントーナメントグランドチャンピオン決定戦 全日本少年少女空手道選手権大会 高校2・3年生男子軽量級の部 優勝[33]
- 第14回JKJO全日本ジュニア空手道選手権大会 高校男子70kg未満 優勝[34]
- 全北海道空手道選手権大会 高校男子軽量級 優勝[35]
- 第4回清武館空手道選手権大会 小学生Aクラス 2年の部 優勝[6]

## 表彰
- K-1 AWARDS 2022 アマチュア最優秀選手賞[36]
- 第13回K-1アマチュア全日本大会 チャレンジAクラス MVP[27]
- 第47回K-1アマチュア全日本大会 東日本予選 チャレンジAクラス MVP[37]
- 第40回K-1アマチュア全日本大会 東日本予選 チャレンジBクラス MVP[32]